# Neophaeosphaeria quadriseptata
Neophaeosphaeria quadriseptata är en svampart som först beskrevs av M.E. Barr, och fick sitt nu gällande namn av M.P.S. Câmara, M.E. Palm & A.W. Ramaley 2003. Neophaeosphaeria quadriseptata ingår i släktet Neophaeosphaeria, ordningen Pleosporales, klassen Dothideomycetes, divisionen sporsäcksvampar och riket svampar.   Inga underarter finns listade i Catalogue of Life.